# Сапфир святого Эдуарда

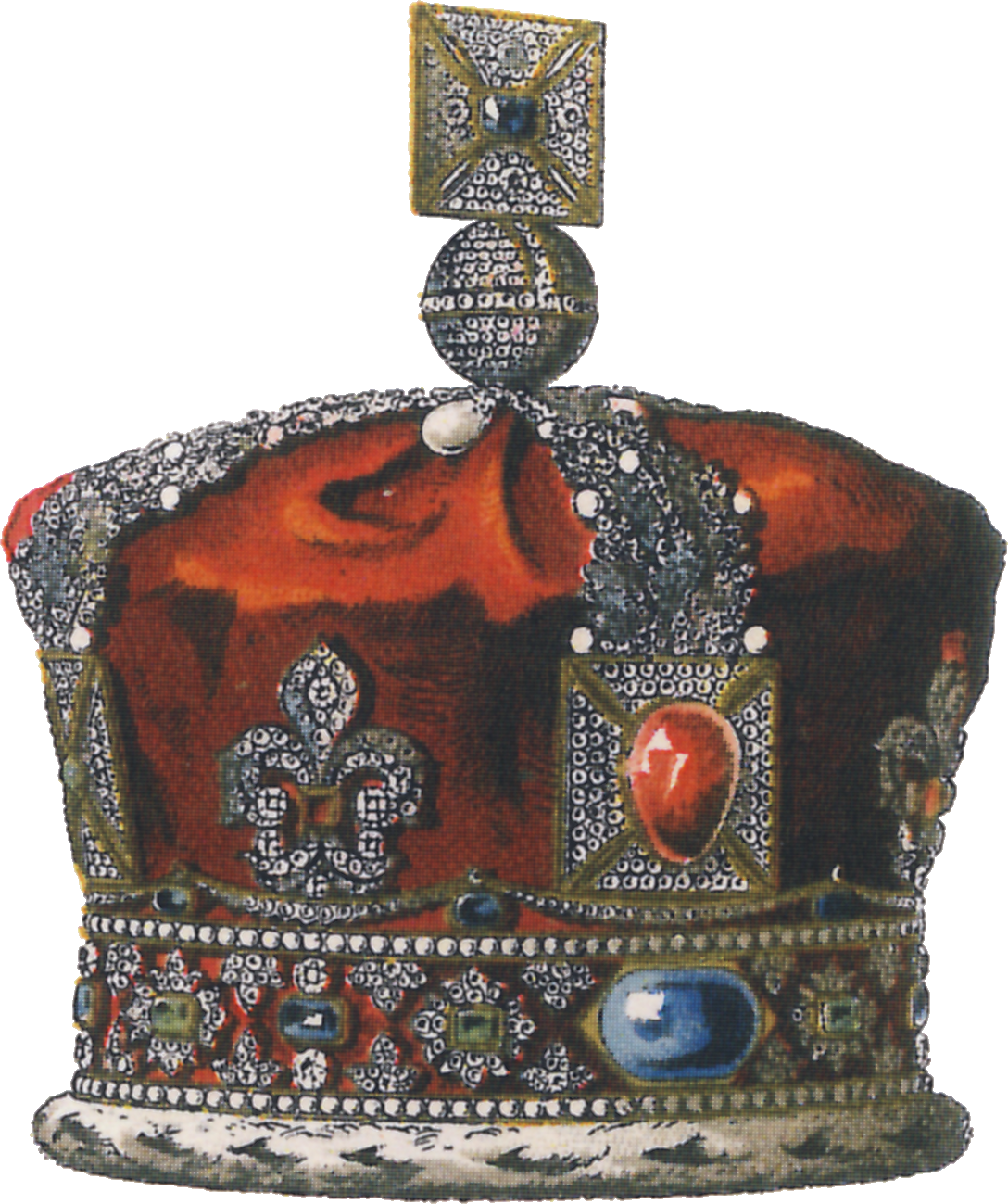
Сапфир святого Эдуарда в Короне Британской империи

Сапфи́р святого Эдуарда — камень тёмно-голубого цвета массой 167 карат, огранённый в форме розы. Установлен в центре верхнего креста, венчающего Корону Британской империи. Его можно увидеть в экспозиции лондонского Тауэра.
Согласно легенде английский король Эдуард Исповедник носил этот сапфир в перстне. Однажды, по пути на мессу в часовню, к нему обратился нищий. Так как король уже раздал в виде милостыни все имеющиеся у него деньги, то он снял с пальца перстень и отдал его нищему. Много лет спустя два паломника из Святой земли возвратили перстень королю, рассказав такую историю: в Святой земле они встретили старика, который утверждал, что он святой Иоанн, что он долгое время бродит по земле в облике нищего, и что однажды король вручил ему этот перстень. Он благословил короля за его великодушие и пообещал, что они скоро встретятся в раю. В 1066 году король умер и был захоронен вместе с сапфировым перстнем. Когда двести лет спустя его гроб был открыт, то тело Эдуарда Исповедника было найдено прекрасно сохранившимся. Аббат Вестминстерского аббатства снял перстень с руки короля и передал в королевскую сокровищницу. С тех пор сапфир святого Эдуарда является частью Драгоценностей Короны.
В 1936 году сапфир едва не пропал, во время похорон короля Георга V произошёл досадный инцидент — тяжелый мальтийский крест с сапфиром, венчавший государственную корону, отвалился и упал на мостовую. На следующий же день специалисты Garrard были вызваны в Тауэр для ремонта королевского венца. С тех пор придворным ювелирам предписано каждую зиму проводить тщательный осмотр королевских драгоценностей и регалий и при необходимости реставрировать их.